# Anthea Askey
Pour les articles homonymes, voir Askey.
Anthea Askey est une actrice anglaise née le 2 mars 1933 à Golders Green (Londres) et morte le 28 février 1999 à Worthing (Sussex de l'Ouest). Elle est surtout connue pour ses rôles à la télévision dans les années 1950.

## Biographie
Askey naît en 1933 à Golders Green, un quartier du nord de Londres. Elle est la fille de l'acteur Arthur Askey et de sa femme Elizabeth May Swash, qu'il a épousée en 1925.
Anthea Askey joue plusieurs rôles avec son père, notamment dans Love and Kisses (1955), Ramsbottom Rides Again (1956), Living It Up (1957) et Arthur's Treasured Volumes (1960).
Elle épouse Bill Stewart en 1956. Un peu plus tard, elle met au monde son premier enfant, qui meurt à l'âge de trois semaines. Elle devient ensuite mère de deux fils, Andrew et William et d'une fille, Jane.
En 1993, elle joue un rôle secondaire dans une saison de la série The Darling Buds of May.
Askey meurt d'un cancer à l'âge de 65 ans en 1999 à Worthing (Sussex de l'Ouest).

## Filmographie

### Au cinéma
- 1955 : The Love Match
- 1956 : Ramsbottom Rides Again
- 1959 : Make Mine a Million

### À la télévision
- 1955 : Love and Kisses
- 1956 : Before Your Very Eyes
- 1957 : A Santa for Christmas
- 1957 : Living It Up
- 1958–1959 : The Dickie Henderson Half-Hour
- 1960 : Arthur's Treasured Volumes
- 1961 : Juke Box Jury
- 1974 : This Is Your Life
- 1993 : The Darling Buds of May
- 1998 : Heroes of Comedy